# 都格爾扎布
都格爾扎布（約1898年—？），蒙古族，烏蘭察布盟喀爾喀右旗（今属内蒙古自治区包头市达茂旗）人。中華民國大陸時期內蒙古政治人物，曾當選蒙古烏蘭察布盟選出之第一屆國民大會代表。

## 經歷[1]
- 喀爾喀右旗小學校卒業
- 喀爾喀右旗政府書記長
- 喀爾喀右旗小學校長
- 喀爾喀右旗管旗章京
- 喀爾喀右旗保安司令部中校大隊長
- 1947年當選蒙古烏蘭察布盟選出之第一屆國民大會代表